# Тамуэрт (Австралия)
Тамуэрт (англ. Tamworth) — город и административный центр региона Новая Англия на севере Нового Южного Уэльса, Австралия. Расположенный на реке Пил в районе местного самоуправления Регионального совета Тамуэрта, это самый большой и самый населенный город в регионе Новая Англия с населением 42 872 в июне 2018 года. Тамуэрт находится в 318 км (198 миль) от границы с Квинслендом, и расположен почти посередине между Брисбеном и Сиднеем.
Город известен как «Первый город огней», ибо это было первое место в Австралии, где в 1888 году использовались электрические уличные фонари, которые питались от муниципальной электростанции Тамуэрт также известен как «Столица кантри-музыки Австралии». На его территории ежегодно в конце января проводится фестиваль кантри-музыки, который является вторым по величине в мире, после фестиваля в Нэшвилле. Помимо этого город признан Национальной конной столицей Австралии из-за большого количества конных мероприятий, проводимых в городе, и строительства Австралийского центра коневодства и животноводства мирового класса, крупнейшего в Южном полушарии.

## История
До прихода европейцев это место населял народ «Gamilaraay». В 1818 году Джон Оксли прошел через долину реки Пил и сказал, что ни одно место в этом мире не может дать больше преимуществ трудолюбивому поселенцу, чем эта обширная долина.
В 1831 году были созданы первые овцеводческие и скотоводческие станции, и в том же году Australian Agricultural Company получила в аренду 127 000 гектаров (310 000 акров) земли в Гуну Гуну, к югу от нынешнего местоположения Тамуэрта.
В 1830-х годах на юго-западном берегу реки Пил, нынешнем месте западного Тамуэрта, начал развиваться городок. В 1850 году общественный город был основан на противоположной стороне реки от существующего поселения. Город процветал и был присоединён к железной дороге в 1878 году. 9 ноября 1888 году Тамуэрт стал первым в Австралии местом, где электрическое уличное освещение питалось от муниципальной электростанции, что дало городу название «Первый город света».
В 1935 году начала вещать радиостанция 2ТМ, которая была первой в Тамуэрте. В 1946 году Тамуэрт получил статус города.
В 1973 году радиостанцией 2TM в Тамуэрте был проведен первый австралийский фестиваль кантри-музыки. Он имел необычайный успех и стал проводиться каждый год в конце января.  Этот праздник проходит непрерывно в течение 11 дней.

### Современная история
В декабре 2006 года Региональный совет Тамуэрта проголосовал (6 против 3) против предложения федерального правительства принять участие в однолетней пробной программе переселения беженцев, большинство из которых должны были быть суданцами, бежавшими от гражданской войны на своей родине. Мэр Тамуэрта, мистер Джеймс Трелоар, утверждал, что переселяемые беженцы были туберкулезными и преступными.
Это решение привлекло внимание местных и международных СМИ к городу. Общественное возмущение, спровоцированное его комментариями и итоговым решением отклонить беженцев, вызвало отмену законопроекта через месяц и участие Тамуэрта в программе переселения.

## Климат
Тамуэрт имеет теплый климат с жарким летом и мягкой зимой. Согласно классификации климатов Кёппена, у Тамуэрта влажный субтропический климат (Cfa).
Температуры превышают 35°C примерно в 20–25 дней в году, но за последние несколько лет это происходит чаще. Средняя дневная температура летом составляет около 31°C, а ночью - около 17°C, среднегодовое количество осадков составляет 624.4 мм. Зимы мягкие, а иногда даже теплые днём и прохладные ночью. Дневные температуры зимы колеблются около 16–17°C и иногда достигают 20, а в течение ночи около 3°C. 
Максимальная температура в Тамуэрте, которая составляла 45.9°C, была зафиксирована 12 февраля 2017 года. Минимальная же температура в -6.6°C была зафиксирована 9 июля 2011 года.
| Показатель                       | Янв. | Фев. | Март | Апр. | Май  | Июнь | Июль | Авг. | Сен. | Окт. | Нояб. | Дек. | Год   |
| -------------------------------- | ---- | ---- | ---- | ---- | ---- | ---- | ---- | ---- | ---- | ---- | ----- | ---- | ----- |
| Абсолютный максимум, °C          | 45,1 | 45,9 | 39,0 | 33,3 | 29,7 | 25,4 | 23,9 | 29,8 | 34,0 | 38,6 | 41,9  | 41,4 | 45,9  |
| Средний суточный максимум, °C    | 32,9 | 31,7 | 29,4 | 25,6 | 20,8 | 17,1 | 16,4 | 18,4 | 22,0 | 25,6 | 28,6  | 30,6 | 24,9  |
| Средний суточный минимум, °C     | 17,6 | 17,0 | 14,5 | 10,1 | 6,1  | 3,7  | 2,2  | 2,7  | 5,8  | 9,7  | 13,3  | 15,6 | 9,9   |
| Абсолютный минимум, °C           | 7,1  | 6,0  | 1,9  | −0,2 | −4,5 | −6   | −6,6 | −6,3 | −4   | −0,3 | 3,0   | 5,6  | −6,6  |
| Норма осадков, мм                | 61,5 | 73,2 | 49,9 | 24,3 | 29,5 | 52,7 | 40,3 | 38,1 | 43,7 | 54,6 | 81,2  | 75,4 | 624,4 |
| Источник: Bureau of Meteorology. |      |      |      |      |      |      |      |      |      |      |       |      |       |

## Демография
По данным переписи населения 2016 года, в городе Тамуэрт проживало 41 006 человек.
- Аборигены и/или жители островов Торресова пролива составляли 11,3% населения.
- Около 84,4% жителей родились на территории Австралии. Среди иммигрантов наиболее распространенными странами рождения были Англия 1,1%, Филиппины 1,0%, Новая Зеландия 0,7%, Индия 0,5% и Южная Корея 0,4%.
- Около 87,8% людей говорили дома только по-английски. Другие языки, на которых говорят дома, включают севернокитайский 0,6%, тагальский 0,5%, корейский 0,4% и филиппинский 0,3%.
- Среди вероисповеданий преобладали: англиканство 28,3%, католичество 25,1% и отсутствие религии 20,2%.[14]

По оценке на 30 июня 2018 года население Тамуэрта года составляло 42 872 человека, увеличившись чуть менее чем на 1 процент по сравнению с аналогичным периодом прошлого года. В 2008 году численность работающего населения составляла приблизительно 18 000 человек. По данным переписи 2011 года, почти 6% рабочей силы было задействовано в школьном образовании. Также по данным этой переписи средний возраст населения составлял 37 лет.
Численность населения Тамуэрта